# César Klein
César Klein, né le 14 septembre 1876 à Hambourg et mort le 13 mars 1954 à Lübeck, est un peintre, graphiste et scénographe allemand.

## Biographie
Après un apprentissage en 1894 à l'école d'art de Hambourg, puis à l'Académie des beaux-arts de Dusseldorf, César Klein entra comme élève dans l'établissement d'enseignement du Musée de l'artisanat à Berlin (future université des arts de Berlin).
D'abord influencé par le courant impressionniste et le peintre français Cézanne, puis par  le cubisme de Picasso, il se tourne vers le mouvement artistique allemand de l'expressionnisme. Il appliqua cette tendance artistique dans les arts appliqués.
En 1918, il fonde avec Max Pechstein, le Novembergruppe qui regroupa des artistes moins liés par leur style artistique que par leur valeurs socialistes communes, le groupe fit campagne en faveur des artistes radicaux pour qu’ils aient un plus grand poids dans les décisions concernant l’organisation des écoles d’art et les nouvelles lois en rapport à l’art. Le groupe a fusionné en décembre 1918 avec Arbeitsrat für Kunst (Assemblée des travailleurs pour l'Art).
En 1919, il rejoint le Conseil d'administration du Deutscher Werkbund (en français, Association allemande des artisans), une association d'artistes, fondée en 1907 à Munich par Hermann Muthesius, pour la promotion de l'innovation dans les arts appliqués et l'architecture au travers d'une meilleure conception et de l'artisanat.
Dans le domaine du cinéma, César Klein se fait connaître en 1920 par l'esthétique tourmentée de sa peinture qu'il met au service de Robert Wiene pour le film Genuine. Les décors qu'il conçoit, installent le drame et donnent une allure tout expressionniste au film. Il renouvelle son travail de mise en scène théâtrale, pour le film Kammerspiel de Max Reinhardt.
De 1919 à 1937, il enseigna à l'institut d'enseignement du musée des arts de Berlin. 
Après la prise du pouvoir en 1933 par Hitler et l'instauration du régime nazi, César Klein va être catalogué comme un artiste de l'art dégénéré.

## Ouvrages
- 1913 : l'équipement du cinéma de l'immeuble de marbre sur le Kurfürstendamm à Berlin ;
- 1913 : le sol en mosaïque dans le vestibule de l'entreprise Siemens AG à Berlin ;
- 1917 : la mosaïque dans le porche et les vitraux colorés pour la "Torbogenhaus" et  l'utilisation du laiton pour le moulin Heegermühler dans la ville d'Eberswalde ;
- 1919 : vitrage, dans la salle de réunion du Conseil de ville de Berlin-Zehlendorf ;
- 1922 : mosaïques et peintures du plafond dans le Theater am Kurfürstendamm (détruit lors de la  Seconde Guerre mondiale) ;
- 1923 : peinture du plafond de l'Opéra Kroll Place Royal (détruit lors de la  Seconde Guerre mondiale) ;
- 1924 : reconstruction du Thalia-Theater ;
- 1926 : marqueterie murale avec des scènes de la Commedia dell'arte dans les balcons du Théâtre de la Renaissance de Berlin avec la collaboration de l'artiste Rudolf Belling ainsi qu'à l'aménagement de la Maison Gurlitt ;
- Design de verre pour les fenêtres de l'atrium des magasins Wertheim de Berlin.